# Martiri di Tlaxcala
I martiri di Tlaxcala furono degli adolescenti indigeni messicani di religione cristiana uccisi nello stato di Tlaxcala tra il 1527 e il 1529; i loro nomi erano Cristóbal, Antonio e Juan (italianizzati in Cristoforo, Antonio e Giovanni), e sono considerati i protomartiri cristiani del continente americano, e come tali venerati come santi dalla Chiesa cattolica, che ne celebra la memoria il 23 settembre.

## Biografia

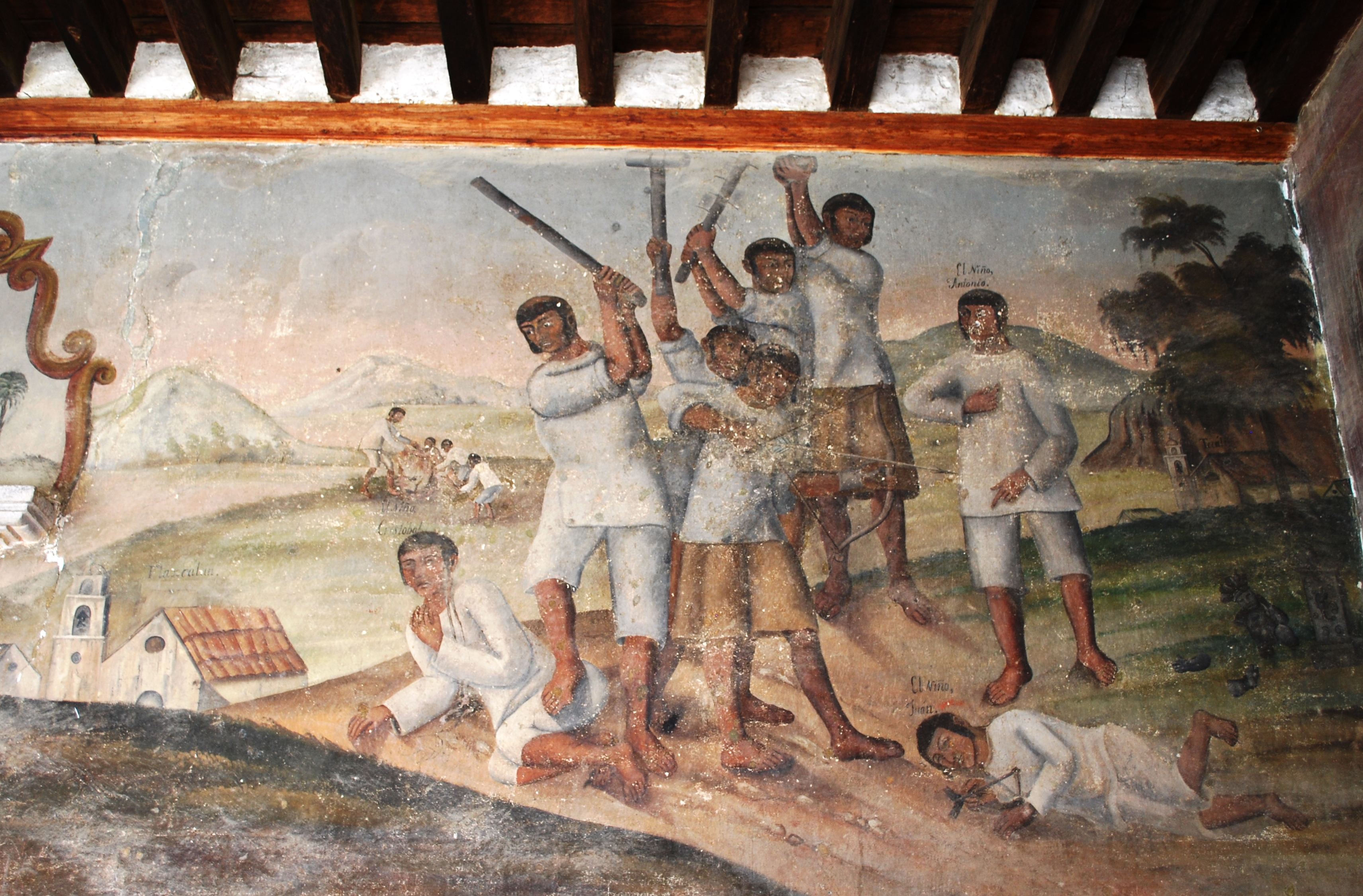
Il martirio dei fanciulli in un murale seicentesco nella chiesa dell'Immacolata di Ozumba (Messico)

### Cristóbal
Cristóbal nacque ad Atlihuetzía (nell'odierno comune di Yauhquemecan, nel Tlaxcala) tra il 1514 e il 1515, ed era figlio ed erede del principale cacicco Acxotecatl. Ricevuto il battesimo, che veniva amministrato nei suoi territori dai missionari francescani, divenne in breve tempo testimone del Vangelo tra familiari e conoscenti. Si propose con insistenza, anche, di convertire il padre, affinché potesse abbandonare abitudini perverse e sfrenate, in particolare quella di bere fino all'ubriachezza. Un giorno costui, fatto rientrare con un tranello il figlio dalla scuola francescana, lo bastonò con violenza e poiché il ragazzo, pur nel dolore, continuava a pregare, lo gettò su un rogo acceso, uccidendolo. Alla morte, Cristoforo aveva 13 anni.

### Antonio e Juan
Antonio e Juan nacquero tra il 1516 e il 1517 a Tizatlán (Tlaxcala de Xicohténcatl, nel Tlaxcala). Antonio era nipote ed erede del cacicco locale, mentre Juan, di umili origini, era il suo servitore: anch'essi frequentavano la scuola dei francescani. Nel 1529 si resero disponibili ad accompagnare i padri domenicani in una spedizione missionaria nella regione di Oaxaca, come interpreti presso gli indios. Consapevoli del pericolo di morte che correvano, i ragazzi aiutarono i missionari a distruggere gli idoli. In una di queste azioni, alcuni indios, inferociti e armati di bastoni, si avvicinarono e colpirono a morte prima Juan e poi Antonio, accorso in suo aiuto. Il martirio avvenne nel villaggio di Cuauhtinchán.

## Culto
La loro beatificazione è avvenuta il 6 maggio 1990 da parte di Papa Giovanni Paolo II. Il 15 ottobre 2017 sono stati proclamati santi da Papa Francesco.